# Apechoneura mariae
Apechoneura mariae là một loài tò vò trong họ Ichneumonidae.